# جمية مهملة
الجُمِية المهملة (باللاتينية: Phacelia neglecta) نوع نباتي ينتمي إلى جنس الجمية من الفصيلة الحمحمية.
موطنها المناطق الجافة في ولايات أريزونا ونيفادا وكاليفورنيا الأمريكية.